# Соревнования по ирландским танцам
Формальные требования к сольным ирландским танцам и к кейли были описаны в начале XX века в Ирландии Комиссией по ирландским танцам в рамках так называемого «гэльского возрождения». С тех пор эти требования несколько изменились и уточнились. Базовые организованные соревнования на определение уровня исполнения ирландских танцев их соответствие формальным требованиям называются «фэши» (ирл. feis — «фестиваль», во множественном числе feiseanna). Помимо фэшей проводятся ежегодные региональные отборочные соревнования, национальные чемпионаты и чемпионаты мира.
В наши дни занятия по ирландским танцам проводятся по всему миру. Однако преподаватели должны иметь удостоверение от одной из нескольких организаций, таких как Ирландская комиссия по танцам (ирл. An Coimisiún le Rincí Gaelacha) или Конгресс ирландских учителей танца (ирл. An Comhdháil Múinteora Rinnce Gaelacha), для того, чтобы их студенты имели право на участие в соревнованиях.

## Feis
Слово ирл. feis (мн. ч. ирл. feiseanna) на ирландском языке означает «фестиваль», и, строго говоря, также применяется для соревнований в музыке и ремеслах. Слово ирл. feile (мн. ч. ирл. faila) было бы более правильным термином для танцевальных соревнований. Тем не менее множество ежегодных танцевальных соревнований действительно становятся ирл. feiseanna, поскольку к танцам в них добавляются конкурсы по музыке, искусству, выпечке сдобы, и т. д.
Правила для фешей устанавливаются Комиссией по ирландским танцам, а не организаторами отдельных фешей. В Комиссии по ирландским танцам (крупнейшая из «официальных» организаций), танцоры оцениваются только судьями, сертифицированными также самой Комиссией. Выдаваемое им свидетельство называется A.D.C.R.G., что расшифровывается как ирл. Ard Diploma Coimisiun le Rinci Gaelacha — Самый Высокий Диплом по Гэльским Танцам. Местные организации, непосредственно проводящие феши, могут уточнять правила Комиссии.
Заявки на участие в фешах принимаются только от аккредитованных Комиссией учителей, которые те подают на своих учеников.
Существуют феши стран, континентов и мировой чемпионат. Самыми престижными являются Всеирландский феш, открытые соревнования стран с традиционно сильной ирландской диаспорой и Чемпионат мира.
Каждый конкурсант для участия в феше вносит определенную сумму денег, которая идет на оплату административных расходов по организации фестиваля.
Все выступления проходят под живую музыку. На крупных фешах — сразу на нескольких площадках.
Для участия в фестивале танцоры обязаны надеть специальную одежду, фасон и размеры которой официально регламентируются в правилах.

### Соревновательная программа
1. Первый уровень танцев включает:
Танцы в мягкой обуви: рил (reel), лайт джига (light jig), сингл джига (single jig) и слип джига (slip jig)
Танцы в жесткой обуви: требл джига (heavy jig), хорнпайп (hornpipe), традиционный  сет/традсет (traditional set)(традиционные сеты — Saint Patrick's Day, Blackbird, Jockey to the Fair)
Вступительный экзамен и Открытые Чемпионы конкурируют на 3 индивидуальных танцевальных соревнованиях, которые затем были объединены для полного размещения:
Танцы в мягкой обуви (Для полного размещения): рил или слип джига
Танцы в жесткой обуви (Для полного размещения): требл джига или хорнпайп

Сет (Соло) в жесткой обуви (Для полного размещения): есть множество сет танцев, которые исполняются соло танцорами. Танцы в этой категории слишком многочисленны, и могут быть исполнены во множестве скоростей.
Соревнования за каждый индивидуальный танец оцениваются по 100-балльной системе, которая указывает субъективное мнение каждого судьи. Большинство оценок находится в диапазоне 60—95, и может достаточно сильно изменяться в зависимости от судьи.
Сложность и скорость основных па отличается в зависимости от уровня танцора. Начинающим разрешаются только базовые движения и шаги. За усложнение танца, несоответствующего категории, участники конкурса могут быть наказаны судьями.

### Градации уровня подготовки участников
Танцевальные соревнования разделены по возрасту и уровню подготовки. Названия для feis уровней соревнования изменяются в зависимости от региона, где проводится соревнование:
- Великобритания:
  - начинающий
  - первый уровень
  - средний уровень
  - открытый уровень
- Ирландия:
  - базовый уровень ирл. Bun Grad
  - начальный уровень ирл. Tus Grad
  - средний уровень ирл. Mean Grad
  - высокий уровень ирл. Ard Grad
  - профессиональный уровень ирл. Craobh Grad
- Северная Америка:
  - новичок
  - продвинутый новичок
  - первый уровень
  - призёр уровень
  - Предварительный Чемпион / Открытый
  - Предварительный Чемпион
  - Открытый Чемпион
- Европа:
  - начинающий
  - первый уровень
  - средний уровень
  - открытый уровень
- Австралия:
  - базовый
  - начинающий
  - первый уровень
  - средний уровень
  - открытый уровень
- Южная Африка:
  - базовый уровень ирл. Bun Grad
  - начальный уровень ирл. Tus Grad
  - средний уровень ирл. Mean Grad
  - высокий уровень ирл. Ard Grad
  - профессиональный уровень ирл. Craobh Grad
  - неоцениваемая секция для танцоров до 7 лет

Чтобы перейти с первого на второй уровень, необходимо попасть в топ-3 на соревновании. Чтобы перейти на третий уровень, Вы должны стать лучшим в своей категории. Здесь каждый танец оценивается отдельно: рил, джига и хорнпайп. Если первые 2 танца выигрывают первые места, а хорнпайп 4, то в следующий раз танцор рил и джигу танцует в первичном уровне, а хорнпайп в классе новичков. И так далее, от уровня к уровню из года в год.
Разница между фешами, проводящимися в Европе и Ирландии, заключается в более лояльных правилах европейских фестивалей. Остальные правила приблизительно одинаковые: уровень танцора повышается только в случае занятия им призового места за более простой танец. Также каждый танец является квалификационным для конкурсов в больших фестивалях.
Несмотря на структуру соревнования и их культуру, которая четко ориентирована на предпочтительную поддержку детей с как можно более раннего возраста, много соревнований feiseanna доступны только для взрослых ирландских танцоров. Уровень новичка в ирландских танцах предполагает, что танцору уже исполнилось 18 лет, и он не танцевал ранее. На следующий уровень ограничений нет. Взрослые соревнования проводятся отдельно от детских, и взрослые могут продвинуться только к уровню Призера. Если они желают сделать попытку и участвовать на более высоких уровнях, то они должны переключиться на соревнования для юниоров или профессионалов.

## Oireachtas
Ежегодное региональное соревнование Чемпионата известно как ойряхтас (oireachtas). Слово «oireachtas» буквально означает «собираться» на ирландском языке. Региональные ойряхтасы обычно проводятся в ноябре и декабре. До 10 танцоров из каждой возрастной группы могут получить квалификацию на Мировые Чемпионаты — точное количество решается формулой, основанной на количестве танцоров, представленных на конкурсе.
В Северной Америке ойряхтас (Oireachtasai) квалифицируют события для Мирового Ирландского Танцевального Чемпионата (Oireachtas Rince na Cruinne). Каждый танцор или танцовщица должны конкурировать на ойряхтас его или её географической области. В Северной Америке есть семь областей соревнования:
- Новая Англия,
- Восточная (Центральная Атлантика),
- Средняя Америка (Средний Запад),
- Южная,
- Западные Соединенные Штаты,
- Восточная Канада,
- Западная Канада.

За этими областями наблюдает Ирландская Ассоциация Учителей Танца Северной Америки (IDTANA), которая находится под покровительством Комиссии по ирландским танцам. У каждой области есть свои собственные чиновники, которые способствуют организации ойряхтаса. Обычно туры ойряхтаса каждой области ежегодно проводятся в различных городах региона, и объединённые районные школы могут быть «хозяевами» того или иного тура. Учителя и родители-добровольцы от школы-хозяйки обычно участвуют в обустройстве сцены, регистрации танцоров и укомплектовании сцены, управлении табулированием и показами результатов, и выполняют другие задачи в поддержании порядка на соревнованиях. В зависимости от размера области ойряхтас может продлиться один — четыре дня. Соревнования обычно проводятся в ноябре или декабре, и квалифицируют танцоров на Oireachtas Rince na Cruinne следующего года (обычно проводимого в течение Страстной недели).
Сольные танцоры, принимающие участие в ойряхтас, должны достичь определенного уровня, чтобы иметь право на участие в соревнованиях. У некоторых областей есть очень определенные требования, в то время как другие области оставляют преемственность на усмотрение преподавателя.
Соревнования соло в ойряхтас разделены по полу и возрасту. Самая молодая возрастная группа — U8 (до 8 лет), но ее танцоры не могут получить квалификацию на Мировой Чемпионат, который проводится в следующем году в апреле, пока они не достигнут возрастной группы U10. Чаще всего в каждой возрастной группе соревнуются более ста девочек и приблизительно пятьдесят мальчиков.
На соревнованиях соло в ойряхтас проводятся три раунда — мягкая обувь, жесткая обувь и общий. Раунды с мягкой и жесткой обувью проводятся попеременно, в зависимости от соревнования.
Раунды для большинства возрастных групп предполагают выступление 2 танцоров за один раз, но теперь это правило общепринято для младших возрастных групп, в других группах танцуют по трое. Каждый раунд судят трое судей (ADCRGs).
После того, как все танцоры на соревновании исполнили свои первые два раунда, результаты сводят в таблицу. Приблизительно половина тех, кто участвовал в соревновании, будут вызваны повторно (recall) — танцевать в третьем раунде. Третий раунд — нетрадиционный сет (для танцоров в группах U8 и U9 традиционный сет). Сет-танцы исполняются по одному.
После того, как все три раунда закончены, результаты сводятся в таблицу. Обычно о результатах объявляют на большой церемонии в конце дня соревнований. Квалификация на Мировые Чемпионаты определяется следующим образом: лучшие 10 или 14 в зависимости от соревнования по каждому соревнованию приобретают квалификацию на Мировые Чемпионаты.

## Чемпионаты
Национальные чемпионаты проводятся ежегодно в Ирландии, Северной Америке (включая Канаду и Соединенные Штаты), Великобритании, Южной Африке, Австралии, Новой Зеландии и Европе.
Мировое первенство по ирландскому танцу — всемирный чемпионат (Oireachtas Rince na Cruinne) — проводится раз в год, в течение недели. Места проведения изменяются, но обычно его проводят в Ирландии. Первый чемпионат прошел в Дублине в 1970 году. В 2000 году, впервые в истории, Чемпионат мира прошел на территории Северной Ирландии, в Белфасте. В 2009 году — в Филадельфии.
В него входят различные дисциплины:
1. Танец соло (solo dancing)
2. Фигурный командный танец (figure team dancing)
3. Кейли (ceili dance)
4. Постановочный танец (drama dancing).

Чемпионат мира традиционно проводится во время пасхальной недели.